# Подсмрека при Вишњи Гори
Подсмрека при Вишњи Гори (словен. Podsmreka pri Višnji Gori) је насељено место у општини Иванчна Горица, Средњесловенска регија, Словенија.

## Историја
До територијалне реорганизације у Словенији била је у саставу старе општине Гросупље.

## Становништво
У попису становништва из 2011., Подсмрека код Вишње Горе је имала 33 становника.
| Број становника према пописима | Број становника према пописима | Број становника према пописима |
| ------------------------------ | ------------------------------ | ------------------------------ |
| 1991                           | 2002                           | 2011                           |
| 40                             | 33                             | 33                             |

Напомена: До 1953. исказивано под именом Подсмрека.